# جم تونجر
جم تونجر (انگلیسی: Cem Tuncer; ۲۷ ژوئیهٔ ۱۹۷۸ – ) موسیقی‌دان اهل ترکیه بود. یک گیتار بیسیست، آهنگساز، تنظیم (موسیقی) و تهیه‌کننده است. او در آلمان متولد شده است.اما به لندن، انگلستان نقل مکان کرد که در آنجا به کار خود مشغول شد.

## آهنگساز فیلم اسمش را فریحا گذاشتم
موسیقی متن فیلم اسمش را فریحا گذاشتم توسط جم تونجر ساخته شده است که در تاریخ ۶ ژوئیه، در ۳۹ قطعه منتشر شد. نام قطعه‌ها و زمان هر قطعه در جدول زیر آمده است:
| شماره | نام قطعه                                            | مدت زمان |
| ----- | --------------------------------------------------- | -------- |
| ۱.    | من اسمشو گذاشتم فریحا ژنریک                         | ۱:۴۱     |
| #     | منو فراموش نکن (feat. Eylem Aktaş)                  | ۳:۵۳     |
| #     | سرنوشت                                              | ۲:۱۶     |
| ۴     | این همان چیزی است که اسارت است (با حضور دنیز آکسوی) | ۲:۱۲     |
| ۵     | تم عشق (دودوک)                                      | ۲:۱۴     |
| ۶     | کفش‌های قرمز                                         | ۱:۴۲     |
| ۷     | شرق                                                 | ۱:۴۲     |
| ۸     | من اسمشو گذاشتم فریحا (موضوع دراماتیک)              | ۲:۲۳     |
| ۹     | فراموشم نکن (بی کلام)                               | ۳:۳۴     |
| ۱۰    | یک شب در استانبول                                   | ۱:۲۵     |
| ۱۱    | قالب زهرا - فریحا                                   | ۱:۵۲     |
| ۱۲    | عشق (موضوع هیجان انگیز)                             | ۰:۴۹     |
| ۱۳    | کودکانه                                             | ۲:۱۸     |
| ۱۴    | منتظر                                               | ۱:۵۴     |
| ۱۵    | من اسمشو گذاشتم فریحا (آهسته)                       | ۱:۵۲     |
| ۱۶    | فریحا - امیر (با موضوع جدایی)                       | ۲:۰۴     |
| ۱۷    | منتظر زمان                                          | ۲:۱۱     |
| ۱۸    | قالب تعمیرکار مهمت                                  | ۱:۱۳     |
| ۱۹    | بیچاره                                              | ۱:۴۶     |
| ۲۰    | احساسی (گیتار)                                      | ۰:۵۵     |
| ۲۱    | شادی                                                | ۰:۵۶     |
| ۲۲    | گلسوم - کورای (با تم عاشقانه)                       | ۱:۰۳     |
| ۲۳    | تم خانواده شاد                                      | ۲:۱۲     |
| ۲۴    | کفش‌های قرمز (پیانو)                                 | ۱:۴۱     |
| ۲۵    | تم دوران کودکی فریحا                                | ۱:۵۸     |
| ۲۶    | من اسمشو گذاشتم فریحا ژانر (مهیج)                   | ۱:۲۹     |
| ۲۷    | عشق نابهنگام                                        | ۱:۵۴     |
| ۲۸    | دسیسه                                               | ۱:۱۱     |
| ۲۹    | عشق جدید                                            | ۳:۴۱     |
| ۳۰    | بی‌زمان                                              | ۲:۳۱     |
| ۳۱    | جاده                                                | ۳:۱۶     |
| ۳۲    | زهرا - رضا (با تم عاشقانه)                          | ۲:۰۰     |
| ۳۳    | جادو                                                | ۲:۲۷     |
| ۳۴    | روزی روزگاری                                        | ۰:۳۸     |
| ۳۵    | پیانوی زمان‌دار                                      | ۱:۲۵     |
| ۳۶    | امید                                                | ۲:۲۲     |
| ۳۷    | دروغ                                                | ۰:۴۳     |
| ۳۸    | گیتار خسته                                          | ۰:۵۴     |